# Apheliona jaragunda
Apheliona jaragunda är en insektsart som beskrevs av Irena Dworakowska 1994. Apheliona jaragunda ingår i släktet Apheliona och familjen dvärgstritar. Inga underarter finns listade i Catalogue of Life.